# Campionati europei di atletica leggera 2018 - Maratona maschile
La maratona maschile ai campionati europei di atletica leggera 2018 si è svolta il 12 agosto 2018.

## Podio
| Oro     | Koen Naert Belgio        |
| Argento | Tadesse Abraham Svizzera |
| Bronzo  | Yassine Rachik Italia    |

## Record
Prima di questa competizione, il record del mondo (RM), il record europeo (EU) ed il record dei campionati (RC) erano i seguenti:
| Record                | Prestazione | Atleta                        | Data                                | Competizione        |
| --------------------- | ----------- | ----------------------------- | ----------------------------------- | ------------------- |
| Record mondiale       | 2h02'57     | Dennis Kipruto Kimetto Kenya  | 28 settembre 2014 Berlino, Germania | Maratona di Berlino |
| Record europeo        | 2h05'48     | Sondre Nordstad Moen Norvegia | 3 dicembre 2017 Fukuoka, Giappone   | Maratona di Fukuoka |
| Record dei campionati | 2h10'31     | Martín Fiz Spagna             | 14 agosto 1994 Helsinki, Finlandia  | Europei 1994        |

## Risultati
| Pos. | Nome                      | Nazionalità | Tempo   | Note                                     |
| ---- | ------------------------- | ----------- | ------- | ---------------------------------------- |
|      | Koen Naert                | Belgio      | 2h09'51 | Record dei campionati                    |
|      | Tadesse Abraham           | Svizzera    | 2h11'24 |                                          |
|      | Yassine Rachik            | Italia      | 2h12'09 | Miglior prestazione personale            |
| 4    | Javier Guerra             | Spagna      | 2h12'22 |                                          |
| 5    | Eyob Ghebrehiwet Faniel   | Italia      | 2h12'43 |                                          |
| 6    | Jesús España              | Spagna      | 2h12'58 | Miglior prestazione personale stagionale |
| 7    | Maru Teferi               | Israele     | 2h13'00 | Record nazionale                         |
| 8    | Lemawork Ketema           | Austria     | 2h13'22 | Miglior prestazione personale            |
| 9    | Tiidrek Nurme             | Estonia     | 2h15'16 | Miglior prestazione personale            |
| 10   | Peter Herzog              | Austria     | 2h15'29 | Miglior prestazione personale            |
| 11   | Peter Groschel            | Germania    | 2h15'48 |                                          |
| 12   | Stefano La Rosa           | Italia      | 2h15'57 |                                          |
| 13   | Mariusz Giżyński          | Polonia     | 2h16'02 |                                          |
| 14   | Ihor Olefirenko           | Ucraina     | 2h16'35 |                                          |
| 15   | Kevin Seaward             | Irlanda     | 2h16'58 | Miglior prestazione personale stagionale |
| 16   | Camilo Raúl Santiago      | Spagna      | 2h17'24 |                                          |
| 17   | Roman Fosti               | Estonia     | 2h17'57 | Miglior prestazione personale stagionale |
| 18   | Mick Clohisey             | Irlanda     | 2h18'00 |                                          |
| 19   | Henryk Szost              | Polonia     | 2h18'09 |                                          |
| 20   | Valdas Dopolskas          | Lituania    | 2h18'12 |                                          |
| 21   | Arkadiusz Gardzielewski   | Polonia     | 2h18'21 |                                          |
| 22   | Pedro Nimo                | Spagna      | 2h18'43 |                                          |
| 23   | Yavuz Ağralı              | Turchia     | 2h18'46 |                                          |
| 24   | Oleksandr Sitkowskyj      | Ucraina     | 2h18'52 |                                          |
| 25   | Sean Hehir                | Irlanda     | 2h18'58 |                                          |
| 26   | Remigijus Kančys          | Lituania    | 2h18'59 |                                          |
| 27   | Christian Kreienbühl      | Svizzera    | 2h19'00 |                                          |
| 28   | Jonas Koller              | Germania    | 2h19'16 |                                          |
| 29   | Gáspár Csere              | Ungheria    | 2h19'21 |                                          |
| 30   | Abdellatif Meftah         | Francia     | 2h19'23 |                                          |
| 31   | Yohan Durand              | Francia     | 2h19'33 |                                          |
| 32   | Ihor Russ                 | Ucraina     | 2h19'39 |                                          |
| 33   | Sebastian Reinwand        | Germania    | 2h19'46 |                                          |
| 34   | Iraitz Arrospide          | Spagna      | 2h19'49 |                                          |
| 35   | Jurij Russjuk             | Ucraina     | 2h19'49 |                                          |
| 36   | Sergiu Ciobanu            | Irlanda     | 2h19'49 |                                          |
| 37   | Mert Girmalegesse         | Turchia     | 2h19'58 |                                          |
| 38   | Philipp Baar              | Germania    | 2h19'59 |                                          |
| 39   | Benjamin Malaty           | Francia     | 2h20'19 |                                          |
| 40   | Ignas Brasevičius         | Lituania    | 2h20'20 |                                          |
| 41   | Christian Steinhammer     | Austria     | 2h20'40 |                                          |
| 42   | Andreas Kempf             | Svizzera    | 2h21'35 |                                          |
| 43   | Patrik Wägeli             | Svizzera    | 2h21'59 |                                          |
| 44   | Konstantinos Gelaouzos    | Grecia      | 2h22'24 |                                          |
| 45   | Błażej Brzeziński         | Polonia     | 2h22'35 |                                          |
| 46   | Marcus Schöfisch          | Germania    | 2h22'57 |                                          |
| 47   | Paul Pollock              | Irlanda     | 2h23'26 |                                          |
| 48   | Geronimo von Wartburg     | Svizzera    | 2h23'46 |                                          |
| 49   | Jānis Višķers             | Lettonia    | 2h25'28 |                                          |
| 50   | Panagiotis Karaiskos      | Grecia      | 2h25'37 | Miglior prestazione personale            |
| 51   | Marcel Berni              | Svizzera    | 2h25'53 |                                          |
| 52   | Artur Kozłowski           | Polonia     | 2h26'28 |                                          |
| 53   | Üzeyir Söylemez           | Turchia     | 2h27'24 |                                          |
| 54   | Jean-Damascène Habarurema | Francia     | 2h27'36 |                                          |
| 55   | Mindaugas Viršilas        | Lituania    | 2h27'47 |                                          |
| 56   | Daniel Daly               | Croazia     | 2h29'25 |                                          |
| 57   | Arnold Rogers             | Gibilterra  | 2h32'41 | Miglior prestazione personale            |
| 58   | Dimos Manginas            | Grecia      | 2h44'57 |                                          |
|      | Abdi Nageeye              | Paesi Bassi | dnf     |                                          |
|      | Mikael Ekvall             | Svezia      | dnf     |                                          |
|      | Philipp Pflieger          | Germania    | dnf     |                                          |
|      | Ömer Alkanoğlu            | Turchia     | dnf     |                                          |
|      | Tibor Sahajda             | Slovacchia  | dnf     |                                          |
|      | Davit Kharazishvili       | Georgia     | dnf     |                                          |
|      | Valentin Pfeil            | Austria     | dnf     |                                          |
|      | Abdi Hakin Ulad           | Danimarca   | dnf     |                                          |
|      | Weldu Negash Gebretsadik  | Norvegia    | dnf     |                                          |
|      | Dmytro Laschyn            | Ucraina     | dnf     |                                          |
|      | Sondre Nordstad Moen      | Norvegia    | dnf     |                                          |
|      | Muzaffer Bayram           | Turchia     | dnf     |                                          |
|      | Hassan Chahdi             | Francia     | dnf     |                                          |
|      | Yared Shegumo             | Polonia     | dnf     |                                          |